# Luis Sanz Santiago
Luis Sanz Santiago (Madrid, 1926 - Marbella, 26 de gener, 2012) va ser un productor i guionista cinematogràfic espanyol.
Va començar en la dècada del 1950 com a representant d'actor. Va representar, entre d'altres, Carmen Sevilla, Lola Flores, Aurora Bautista o Jorge Mistral. La fama li va arribar el 1962 quan va descobrir Rocío Dúrcal, de qui va produir les seves dotze primeres pel·lícules, com Más bonita que ninguna (1965), Las leandras (1969) o Marianela (1972). El 1963 va ingressar a la SGAE.
Durant els anys 1980 va produir pel·lícules com La corte de Faraón (1985) i Hay que deshacer la casa (1986) de José Luis García Sánchez i Cara de acelga (1986) de José Sacristán. El 1989 fou guionista, productor i director artístic de Las cosas del querer de Jaime Chávarri, amb la que fou candidat al Goya a la millor direcció artística. El 1991 va debutar com a director amb Yo soy esa, protagonitzada per Isabel Pantoja i de la que també va escriure el guió. El 1997 va dirigir la sèrie de televisió Los negocios de mamá.